# Campionati europei di atletica leggera 1946 - Marcia 10000 metri
La marcia 10000 metri maschile si tenne nello stadio di Oslo.

## Podio
| Oro     | John Mikaelsson Svezia |
| Argento | Fritz Schwab Svizzera  |
| Bronzo  | Émile Maggi Francia    |

## Classifica
| Pos | Nome                  | Nazione        | Tempo   | Note |
| --- | --------------------- | -------------- | ------- | ---- |
| 1   | John Mikaelsson       | Svezia         | 46:05.2 | CR   |
| 2   | Fritz Schwab          | Svizzera       | 47:03.6 |      |
| 3   | Émile Maggi           | Francia        | 48:10.4 |      |
| 4   | Louis Chevalier       | Francia        | 49:37.8 |      |
| 5   | Egil Romberg-Andersen | Norvegia       | 49:48.0 |      |
|     | Václav Balšán         | Cecoslovacchia | DQ      |      |
|     | Kaare Hammer          | Norvegia       | DQ      |      |
|     | Werner Hardmo         | Svezia         | DQ      |      |